# Половрађи (Горж)
Половрађи (рум. Polovragi) насеље је у Румунији у округу Горж у општини Половрађи. Oпштина се налази на надморској висини од 609 m.

## Становништво
Према подацима из 2002. године у насељу је живело 3004 становника, од којих су сви румунске националности.

### Хронологија
| Година       | 1992 | 1993 | 1994 | 1995 | 1996 | 1997 | 1998 | 1999 | 2000 | 2001 | 2002 | 2003 | 2004 | 2005 | 2006 | 2007 | 2008 | 2009 | 2010 | 2011 | 2012 | 2013 | 2014 | 2015 | 2016 | 2017 |
| ------------ | ---- | ---- | ---- | ---- | ---- | ---- | ---- | ---- | ---- | ---- | ---- | ---- | ---- | ---- | ---- | ---- | ---- | ---- | ---- | ---- | ---- | ---- | ---- | ---- | ---- | ---- |
| Становништво | 3127 | 3128 | 3121 | 3109 | 3055 | 3008 | 2998 | 2984 | 2988 | 2992 | 2985 | 2982 | 2971 | 2946 | 2923 | 2902 | 2886 | 2867 | 2848 | 2856 | 2823 | 2802 | 2782 | 2763 | 2747 | 2748 |